# Jules Duvau
Pour les articles homonymes, voir Duvau.
Jules Duvau, né le 5 mars 1855 à Châtellerault où il est mort le 12 avril 1928, est un homme politique français.

## Biographie
Banquier, il est maire de Châtellerault de 1888 à 1896 et conseiller général du canton de Dangé-Saint-Romain de 1887 à 1902. Il est député de la Vienne de 1896 à 1902, inscrit au groupe des Républicains progressistes.
Il est le père de René Duvau (1883-1963), conservateur du musée des Beaux-Arts de la ville de Châtellerault de 1928 aux années 1950. 

## Sources
- « Jules Duvau », dans le Dictionnaire des parlementaires français (1889-1940), sous la direction de Jean Jolly, PUF, 1960 [détail de l’édition]